# Namosi
Namosi é uma das cinco províncias da Divisão Central, das Fiji. Faz parte de um conjunto de oito províncias que dividem a ilha de Viti Levu. 
Sua capital é a cidade de Namosi.

## Distritos
A província de Namosi é constituída por três distritos:
- Namosi
- Veivatuloa
- Wainikoroiluva